# Benjamin Meurs
Benjamin Meurs (Anversa, 26 giugno 1963) è un allenatore di calcio a 5 ed ex giocatore di calcio a 5 belga.

## Carriera
Con la nazionale maschile di calcio a 5 del Belgio ha disputato l'European Futsal Tournament 1996 nel quale i diavoli rossi hanno vinto la medaglia di bronzo dopo aver sconfitto l'Italia nella finalina, proprio grazie a una sua rete. In totale, ha disputato 4 incontri con la nazionale, realizzando 2 reti. Tra il 2003 e il 2010 è stato commissario tecnico del Belgio.